# Якобини, Лодовико
Лодовико Якобини (итал. Lodovico Jacobini; 6 января 1832, Дженцано-ди-Рома, Папская область — 28 февраля 1887, Рим, королевство Италия) — итальянский куриальный кардинал. Титулярный архиепископ Фессалоник с 20 марта 1874 по 19 сентября 1879. Апостольский нунций в Австрии с 27 марта 1874 по 19 сентября 1879. Государственный секретарь Святого Престола и администратор имущества Святого Престола с 16 декабря 1880 по 28 февраля 1887. Кардинал-священник с 19 сентября 1879, с титулом церкви Санта-Мария-делла-Виттория с 16 декабря 1880.

## Биография
Искусный дипломат, он сумел избежать конфликтов с правительством; ему в значительной степени католическая церковь обязана тем, что она не пережила в Австрии периода культуркампфа, подобного германскому. В 1880 году папа римский Лев XIII послал его в Берлин для переговоров о примирении между церковью и германскими правительствами, но полного соглашения ему не удалось достигнуть.
Кардинал-священник с 19 сентября 1879 года с титулом церкви Санта-Мария-делла-Виттория с 16 декабря 1880 года и с тех пор до самой смерти умело руководил политикой курии.